# Sven Andréasson
Sven Andréasson, född 1952, är en svensk socialmedicinare och adjungerad professor inriktad på forskning kring konsumtion, prevention och behandling av alkohol och narkotikaproblem.
Andréasson disputerade 1990 vid Karolinska Institutet, och är sedan 2011 på deltid adjungerad professor i socialmedicin vid Karolinska Institutet, finansierad av Stockholms läns landsting.
Andréasson var verksam som avdelningschef för alkohol-, narkotika och tobaksavdelningen vid Statens folkhälsoinstitut under åren 2005-2010 och var under åren 2007-2014 styrelseledamot i Systembolaget AB.
Andréasson är för närvarande ordförande i föreningen Alkoholpolitiskt forum, samt president i det internationella forskarnätverket INEBRIA (International Network on Brief Interventions for Alcohol and other drugs).
Andréasson mottog 2016 Centralförbundet för Alkohol och Narkotika (CAN):s Drogforskningspris, samt 2018 Systembolagets Kunskapspris.